# یواس‌اس کلینتون (ای‌پی‌ای-۱۴۴)

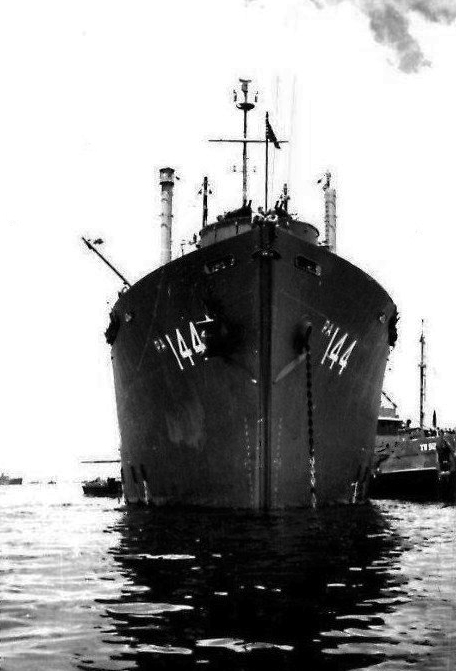
کشتی یواس اس کلینتون (ای پی ای 144)

یواس‌اس کلینتون (ای‌پی‌ای-۱۴۴) (به انگلیسی: USS Clinton (APA-144)) یک کشتی بود که طول آن ۴۵۵ فوت ۰ اینچ (۱۳۸٫۶۸ متر) بود. این کشتی در سال ۱۹۴۴ ساخته شد.